# Marmato

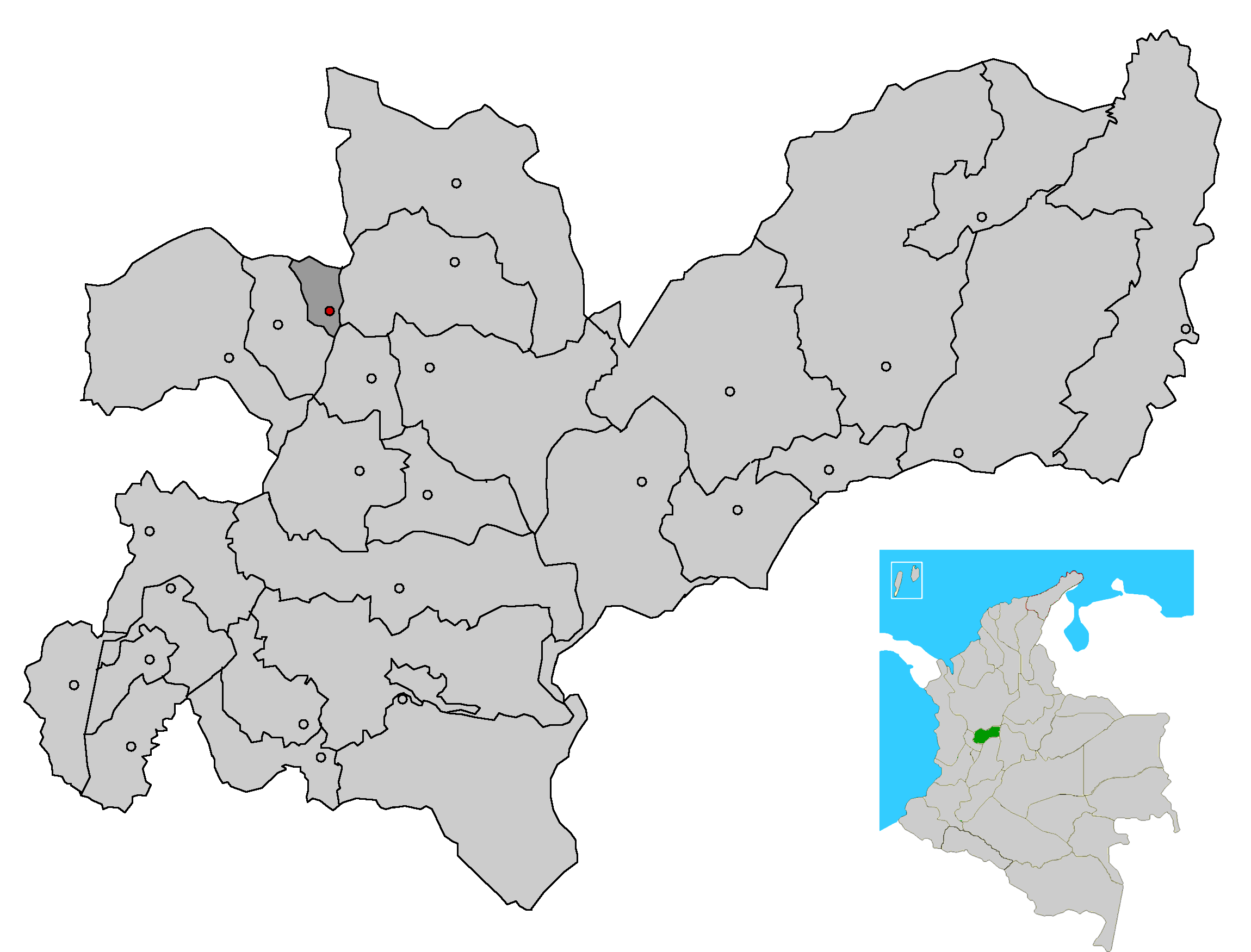
Localização de Marmato no departamento de Caldas.

Marmato é um município localizado no departamento colombiano de Caldas.